# Jason Blaine
Jason Blaine est un chanteur et compositeur de musique country canadien, originaire de Pembroke en Ontario.

## Carrière
En 2002, Jason Blaine gagna le Project Discovery, une recherche de nouveaux talents sponsorisée par CMT. Sa victoire permit la parution de son premier single l'année suivante, "That's What I Do". Il travailla avec le producteur Jason Barry afin de faire paraître son premier album indépendant, While We Were Waiting, le 26 juillet 2005. Les singles tirés de cet album sont "Heartache Like Mine," "While We Were Waiting" et "What I Can't Forget". Jason signa avec Icon Records en 2006, qui re-publia son album le 24 juin.
Jason s'est installé à Nashville pour commencer à travailler sur son second album. Make My Move est publié par Koch Entertainment Canada le 20 mai 2008.
En 2024, il remporte, à la 12e édition des Prix CMAOntario, le prix du « single de l'année », avec le titreThe Road that Raised You Up.

## Discographie

### Albums
| Année | Détails                                      | Chart Positions | Chart Positions |
| Année | Détails                                      | CAN Country     | CAN             |
| ----- | -------------------------------------------- | --------------- | --------------- |
| 2005  | While We Were Waiting - Label : Icon Records | *               | *               |
| 2008  | Make My Move - Label: Koch Entertainment     | 5               | 67              |
| 2010  | Sweet Sundown - Label: E1 Entertainment      |                 |                 |
| 2011  | Life So Far - Label: E1 Entertainment        |                 |                 |
| 2013  | Everything I Love - Label: E1 Entertainment  |                 |                 |

### Singles
| Année                                   | Single                                | Chart Positions | Chart Positions | Album                 |
| Année                                   | Single                                | CAN Country     | CAN             | Album                 |
| --------------------------------------- | ------------------------------------- | --------------- | --------------- | --------------------- |
| 2003                                    | That's What I Do                      | *               | —               | While We Were Waiting |
| 2005                                    | Heartache Like Mine                   | 23              | —               | While We Were Waiting |
| 2006                                    | While We Were Waiting                 | 24              | —               | While We Were Waiting |
| 2006                                    | What I Can't Forget                   | 24              | —               | While We Were Waiting |
| 2007                                    | Rock in My Boot                       | 9               | 92              | Make My Move          |
| 2007                                    | Flirtin' With Me                      | 5               | —               | Make My Move          |
| 2008                                    | My First Car                          | 11              | —               | Make My Move          |
| 2008                                    | Good Day to Get Gone                  | 11              | 95              | Make My Move          |
| 2009                                    | Give It to Me                         | 16              | —               | Make My Move          |
| 2010                                    | Numb                                  |                 | —               | Sweet Sundown         |
| 2010                                    | Run with Me                           |                 | 99              | Sweet Sundown         |
| 2010                                    | Hillbilly Girl                        |                 | —               | Sweet Sundown         |
| 2011                                    | Watchin' the World Go Round           |                 | —               | Life So Far           |
| 2011                                    | They Don’t Make 'Em Like That Anymore |                 |                 | Life So Far           |
| "—" denotes releases that did not chart |                                       |                 |                 |                       |